# MAS 38
Il Pistolet Mitrailleur MAS Modèle 38 o MAC 38 era un mitra francese prodotto prima della Manufacture d'armes de Saint-Étienne (MAS). Derivava da un programma di sviluppo delle armi portatili leggere protrattosi tra il 1918 ed il 1922 sotto il controllo del Service Technique de l'Armement (STA), dal quale scaturì una famiglia di tre progetti per un mitra, una mitragliatrice leggera ed un fucile semiautomatico, che avrebbero dovuto rimpiazzare tutte le armi portatili delle forze armate francesi. Vincoli di bilancio dovuti a scelte strategiche quali la costruzione della Linea Maginot causarono il rinvio dell'adozione di queste armi di nuova concezione, eccettuato per il progetto della mitragliatrice leggera, che venne adottata come MAC 24/29.

## Storia
La MAS 38 derivava dal mitra sperimentale MAS 35, a sua volta evoluzione del STA 1922 e del MAS 1924, entrambi in calibro 9 mm, prodotti immediatamente dopo la prima guerra mondiale. Prima dello sviluppo di queste armi, la Francia usava una varietà di mitra tedeschi e svizzeri.
La Manufacture d'armes de Saint-Étienne era un'industria armiera fornitrice delle forze armate francesi, per le quali aveva prodotto tra gli altri il MAS 36; ora è parte della Nexter. Il Ministro della guerra francese approvò l'acquisizione del MAS 38 nel 1938, ma la produzione non iniziò prima del 1939. Inizialmente l'arma venne fornita alla Garde nationale, alla Police Nationale ed alla Gendarmeria prima che all'Armée de Terre, poiché l'arma era stata concepita più per un impiego di polizia che per l'uso militare.
Il MAS 38 era camerato per la cartuccia da 7,65 × 20 mm Longue,  simile alla .30 Pedersen, rispetto alla quale è più lunga di alcuni millimetri. La munizione era usata anche per la serie di pistole semiautomatiche MAS Mle 35 e consentiva quindi una limitata standardizzazione, anche se impediva ai soldati francesi di usare le munizioni di preda bellica. Tuttavia l'arma riscosse subito molto favore fra i suoi utenti: era compatta, leggera e ben realizzata.
Inizialmente i vertici militari francesi snobbarono il MAS 38 per le sue modeste prestazioni balistiche (opinione piuttosto frequente all'epoca) che mal si adattava ai procedimenti tattici della fanteria, e quasi tutta la produzione (peraltro limitata) finì alle forze di polizia, con molti MAS 38 inviati oltremare nelle colonie francesi. Nel 1940, con la minaccia dell'invasione tedesca, il MAS 38 venne improvvisamente considerato prioritario e la produzione accelerò rapidamente; ma la presenza al fronte del mitra francese fu sempre numericamente molto scarsa.
La produzione dell'arma terminò nel 1946. Prima dell'occupazione tedesca erano stati realizzati 1.958 mitra, mentre non si hanno dati sulla produzione successiva.
Le forze armate e di polizia francesi usarono largamente il MAS 38 dopo la guerra, fino alla sua sostituzione negli anni cinquanta con il MAT-49. Il MAS 38 fu ampiamente usato in Indocina nel conflitto che coinvolse la Francia dal 1945 al 1954; molti esemplari erano ancora in dotazione alla Gendarmeria ed all'Aeronautica francese durante la Guerra d'Algeria. Cessato il servizio nelle forze armate francesi, il MAS 38 continuò ancora per molti anni a comparire in mano a formazioni irregolari e gruppi di combattenti clandestini, in Africa e Medio Oriente.

## Tecnica
Il MAS 38 era lungo 623 mm, con una canna di 224 mm; pesava 2,87 kg scarico. Era alimentato da un caricatore prismatico in lamiera d'acciaio da 32 colpi. Il calibro impiegato è tipicamente francese, il 7,65 Long, o 7,65 x 20 mm, simile al 7,65 x 17 mm Browning ma leggermente più potente, anche se resta una cartuccia non certo esuberante. La velocità alla volata era di 350 m/s e la cadenza di tiro tra 600 e 700 colpi al minuto. L'arma spara solo in fuoco automatico, e non vi è selettore di tiro.
L'arma è facilmente riconoscibile per l'anello di fissaggio della cinghia di trasporto sulla nervatura centrale del castello, inclinata verso il basso per seguire la corsa dell'otturatore fino al calcio e per il disegno del castello poco tradizionale: infatti questo ed il calcio sono disallineati rispetto all'asse della canna di alcuni gradi, rendendo l'arma compatta nonostante l'otturatore rinculi all'interno del calcio. Per consentire una istintiva e naturale posizione di mira, il calcio era inclinato mentre il castello doveva seguire la linea di mira: ciò richiedeva che la corsa dell'otturatore avvenisse con un certo angolo rispetto all'asse della canna e che la testa dell'otturatore stesso fosse sagomata ad angolo. Il mitra montava anche una sicura inusuale: l'otturatore era bloccato (sia in apertura che in chiusura) premendo il grilletto in avanti. La manetta di armamento sul lato destro non è solidale all'otturatore ma ad uno sportello scorrevole il quale aggancia e trascina l'otturatore in posizione di armamento e poi si blocca, lasciando libero l'otturatore di andare in chiusura ma lasciando così aperta la finestra di espulsione. Un'altra caratteristica degna di nota del MAS 38 era che non richiedeva attrezzi per lo smontaggio.
La manifattura dell'arma era di alta qualità: le componenti metalliche del MAS 38 erano infatti macchinate dal pieno, con minimo ricorso a parti in lamiera stampata. Inoltre la catena di scatto era dotata di tamponi che ne riducevano l'usura ed aumentavano la vita utile delle parti interne. Il sistema di mira era piuttosto peculiare: costituito da un mirino fissato alla volata della canna, poderosamente dimensionato e disassato a sinistra rispetto alla canna, e da un alzo a diottre, tarate a 100 ed a 200 metri, abbattibili a scomparsa nel castello.
L'originale soluzione costruttiva non penalizzava la precisione dell'arma, anche se la sua cartuccia era sottopotenziata rispetto alla munizione da 9 mm Parabellum, che era lo standard dei mitra tedeschi. A distanza ravvicinata, scopo per la quale il MAS 38 era d'altronde stato concepito, le prestazioni erano comunque ottime e la potenza contenuta della cartuccia impiegata consentiva un facile controllo dell'arma.
Tuttavia questa nuova ottima arma non poté influenzare l'esito della campagna di Francia, poiché quando la Wehrmacht prese il controllo degli impianti MAS nel 1940, la sua produzione su larga scala stava appena iniziando. I tedeschi accettarono l'arma quale complemento a quelle di produzione nazionale, ridenominandola MP 722(f), la cui produzione continuò sia per le esigenze della Wehrmacht che per le forze della Francia di Vichy.
Il 28 aprile 1945 un MAS 38 venne usato dai partigiani italiani per eseguire la condanna a morte di Benito Mussolini.

## Utilizzatori
- Francia
  -  Armée de terre
  -  Police nationale
  -  Resistenza francese
  -  Francia libera
  -  Francia di Vichy
- Germania: come MP 722(f); sia esemplari di preda bellica che di nuova produzione.
- Resistenza italiana
- Viet Minh